# Karl Bischoff

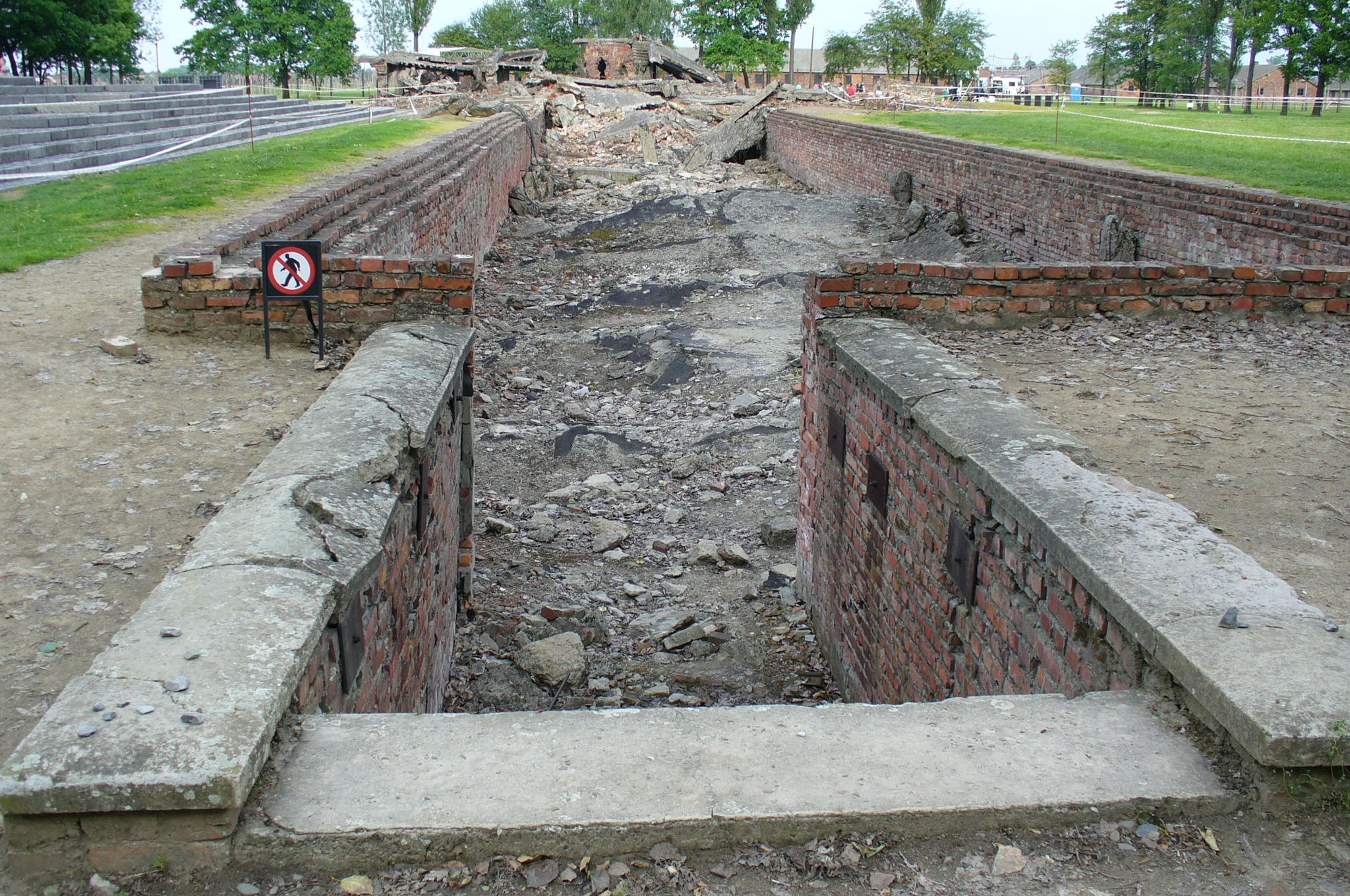
Resterna efter en av gaskamrarna i Auschwitz-Birkenau.

Karl Bischoff, född 9 augusti 1897 i Neuhemsbach, död 2 oktober 1950 i Bremen, var en tysk ingenjör, arkitekt och SS-Sturmbannführer (major). Under andra världskriget var han chef för Waffen-SS:s byggnadsinspektion. Under Bischoffs ledning uppfördes gaskamrarna och krematorierna i Auschwitz-Birkenau.

## Biografi
Vid tjugo års ålder gick Bischoff med i Luftwaffe. Under andra världskrigets tidiga år var han verksam med att uppföra flygbaser i Frankrike. I oktober 1941 anlände Bischoff till Auschwitz. Bischoff och hans stab planerade och uppförde bland annat ankomstområdet i Auschwitz I (Stammlager) och de fyra krematorierna i Auschwitz II Birkenau. Med det första ursprungliga krematoriet kunde lägrets sammanlagt fem krematorier bränna 4 756 kroppar per dygn.
Karl Bischoff undgick upptäckt och avled 1950.